# Hagenhof (Königslutter am Elm)
Hagenhof ist ein zu Königslutter am Elm gehörender Wohnplatz im Landkreis Helmstedt in Niedersachsen.
Hagenhof liegt im Osten von Niedersachsen, im Naturpark Elm-Lappwald zwischen den Höhenzügen Dorm und Elm, rund drei Kilometer östlich der Innenstadt von Königslutter. Die einzige Straße, über die Hagenhof zu erreichen ist, zweigt zwischen Sunstedt und Süpplingen von der Bundesstraße 1 ab.
Hagenhof ist ein Klostergut, das heute im Privatbesitz ist. Die landwirtschaftlichen Flächen befinden sich im Besitz des Braunschweigischen Kloster- und Studienfonds. Die Flächen werden in einer Betriebsgemeinschaft mit der nahegelegenen Domäne Schickelsheim bewirtschaftet.